# بعد بؤري

يمثل الحرف F نقطة تجمع الأشعة (المنعكسة أو المنكسرة) أما الحرف f فيمثل البعد البؤري (للعدسات و المرايا) المقعرة و المحدبة على حد سواء

البعد البؤري أو الطول البؤري أو المسافة البؤرية (بالإنجليزية: Focal length)‏ المسافة بين المركز البصري للعدسة (أو قطب المرآة) ونقطة تجمّع الأشعة المنكسرة(أو المنعكسة)أو امتدادتها على المحور الرئيسي. والبعد البؤرى يساوى نصف القطر للجسم العاكس
وتفيد هذه الخاصية في الاطباق العاكسة الخاصة بالاقمار الاصطناعيه .
ان مجموع مقلوبي بُعد الصورة وبُعد الجسم يساوي مقلوب البعد البؤري.